# Frederick Stafford
Pour les articles homonymes, voir Stafford et Strobel.
Friedrich Strobel von Stein, connu sous le nom de scène Frederick Stafford, né le 11 mars 1928 à Piešťany en Tchécoslovaquie et mort le 28 juillet 1979 à Lugano, en Suisse, est un acteur autrichien d'origine slovaque (Allemand des Carpates).

## Biographie
Dans sa jeunesse, le futur Frederick Stafford est un sportif de haut niveau. Il participe aux compétitions de hockey sur glace à Davos en 1947 et aux épreuves de natation aux Jeux olympiques de 1948 Il s'installe ensuite en Australie où il vit une quinzaine d'années en prenant la nationalité australienne. 
Il travaille un temps comme représentant en produits pharmaceutiques, puis entre dans le milieu du cinéma grâce à son mariage avec l'actrice  autrichienne Marianne Hold qui fut l'héroïne du film Marianne de ma jeunesse de Julien Duvivier. En rendant visite à sa femme sur un tournage, il rencontre un collaborateur du réalisateur André Hunebelle, qui cherche alors un remplaçant à Kerwin Mathews dans le rôle de l'agent OSS 117. Engagé grâce à son physique et ses qualités athlétiques, Stafford compense son inexpérience de comédien par son aisance dans les scènes d'action. Il interprète à deux reprises le rôle d'OSS 117, et tourne pour les cinémas français et italien, où on le voit dans plusieurs films d'espionnage et de guerre.

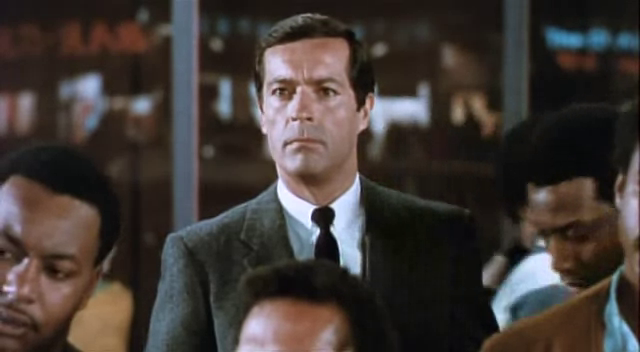
Frederick Stafford, Topaz, 1969.

En 1969, Frederick Stafford est engagé par Alfred Hitchcock pour tenir le rôle masculin principal dans L'Étau. Il y côtoie de nombreux acteurs français, dont Dany Robin, Claude Jade , Philippe Noiret et Michel Piccoli. Mais le film est un échec commercial et la prestation de Stafford est sévèrement jugée par la critique américaine, ce qui ne lui permet pas de s'imposer à Hollywood.
Frederick Stafford apparaît ensuite uniquement dans des films italiens. Il retrouve Claude Jade dans le policier Meurtres à Rome.
En 1979, à l'âge de 51 ans, il meurt dans un accident d'avion au dessus du lac de Sarnen non loin de Lugano en Suisse. Le Morane-Saulnier Rallye piloté par Pavel Krahulec, dont Stafford était le passager entra en collision avec un Piper piloté par l'homme d'affaires suisse Alois Fischer.

## Filmographie

### Cinéma
- 1965 : Furia à Bahia pour OSS 117 de André Hunebelle : Hubert Bonnisseur de la Bath
- 1965 : Baroud à Beyrouth (Rififi in Beirut) de Manfred R. Köhler : Richard Blake/Agent 505
- 1966 : Atout cœur à Tokyo pour OSS 117, de Michel Boisrond : Hubert Bonnisseur de la Bath
- 1967 : La Gloire des canailles d'Alberto De Martino : Joe Mortimer, Sesame
- 1967 : Estouffade à la Caraïbe de Jacques Besnard : Sam Morgan
- 1967 : L'Homme qui valait des milliards de Michel Boisrond : Jean Sarton
- 1969 : La Bataille d'El Alamein (La battaglia di El Alamein) de Giorgio Ferroni : Lt. Giorgio Borri
- 1969 : L'Étau (Topaz) d'Alfred Hitchcock : André Devereaux
- 1969 : Sur ordre du Führer (La battaglia d'Inghilterra) d'Enzo G. Castellari : Capitaine Paul Stevens
- 1972 : Abus de pouvoir (Abuso di potere) de Camillo Bazzoni : Commissaire Luca Miceli
- 1973 : Meurtres à Rome (La ragazza di via Condotti) de Germán Lorente : Sandro Mattei
- 1973 : Metti... che ti rompo il muso (it) de Giuseppe Vari : Rocky Miller
- 1974 : Hold-up (Hold-Up, instantánea de una corrupción) de Germán Lorente : Robert Cunningham
- 1975 : La trastienda (es) de Jorge Grau : Docteur Navarro
- 1975 : Bianchi cavalli d'agosto de Raimondo Del Balzo : Nicholas Kingsburg
- 1976 : Le Sous-marin de la mort (it) (Sfida sul fondo) de Melchiade Coletti (it) : Valdesio
- 1976 : La Louve sanguinaire (La lupa mannara) de Rino Di Silvestro : Inspecteur Modica